# クリエイション ダーウィンの幻想
『クリエイション ダーウィンの幻想』（Creation）は、チャールズ・ダーウィンの生涯を描いたイギリスの映画。ダーウィン夫妻を、実生活でも夫婦であるポール・ベタニーとジェニファー・コネリーが演じている。
アメリカ合衆国では複数の配給会社が国内に進化論に対する宗教的な反発感があることを理由に配給を拒否したため、公開が延期された。日本では第22回東京国際映画祭で上映されたが、劇場公開やソフト化はされていない。

## ストーリー
脚本の元になったのはランダル・ケインズが書いたダーウィンの伝記Annie's Box。愛娘アニーの死に直面したダーウィンが、『種の起源』を執筆しながら信仰と科学の間で葛藤する様を描く。

## キャスト
- チャールズ・ダーウィン：ポール・ベタニー
- エマ・ダーウィン：ジェニファー・コネリー
- アン・ダーウィン：マーサ・ウェスト
- トマス・ヘンリー・ハクスリー：トビー・ジョーンズ
- ジョセフ・ダルトン・フッカー：ベネディクト・カンバーバッチ

## 評価
レビュー・アグリゲーターのRotten Tomatoesでは115件のレビューで支持率は47%、平均点は5.50/10となった。Metacriticでは28件のレビューを基に加重平均値が51/100となった。

## 関連書籍
- 『ダーウィンと家族の絆 長女アニーとその早すぎる死が進化論を生んだ』白日社、2003年、ISBN 978-4891731106

Annie's Boxの日本語訳。翻訳者は渡辺政隆と松下展子。原著者ランダル・ケインズはダーウィンの曾曾孫にあたる。

## 参照
1. ↑  ダーウィン映画、米で上映見送り＝根強い進化論への批判
2. ↑  “Creation”. Rotten Tomatoes.   Fandango Media. 2022年8月8日閲覧。
3. ↑  “Creation Reviews”. Metacritic.  CBS Interactive. 2022年8月8日閲覧。